# Amine Gemayel
Amine Gemayel (en arabe : أمين الجميل), né à Beyrouth le 22 janvier 1942, a été président de la République libanaise de 1982 à 1988.
Amine Gemayel est le fils de Pierre Gemayel, fondateur du parti Kataeb, les phalanges libanaises et le frère aîné de Bachir Gemayel. Il appartient à une grande famille libanaise, les Gemayel.

## Biographie

### Formation et premiers pas politiques
Après l'obtention de son diplôme en droit, Amine Gemayel a travaillé au renforcement et à l'extension des affaires de presse familiales. En 1970, grâce à une élection spéciale, il est élu pour succéder à son oncle décédé, Maurice Gemayel, comme membre de l'Assemblée nationale; il bat Fouad Lahoud par 54 % des votes contre 41 %. Il est réélu en 1972, au cours des dernières élections se déroulant avant les vingt années qui suivirent.
Tandis que son plus jeune frère Bachir était vu comme un politicien radical, prônant l'expulsion des combattants palestiniens du sol libanais, une révision radicale du système politique, et laissait entendre un règlement possible de paix avec Israël, Amine Gemayel était plus modéré. Politicien du consensus, il évite d'abord de s'aliéner les politiciens musulmans comme son frère. Quand Bachir Gemayel est assassiné, le choix d'Amine pour lui succéder est vu comme un choix naturel à la fois par ses partisans et par ses opposants musulmans.

### Présidence de la République
La présidence s'avère cependant presque impossible à exercer à cause des armées étrangères qui occupent les deux tiers du pays (la Syrie dans le Nord et l'Est et Israël dans le Sud) et les milices para-militaires qui occupent presque le reste du pays. Ses efforts pour aboutir à un accord de paix avec Israël sont contrariés par la Syrie et les politiciens musulmans. Son gouvernement se trouve dans l'incapacité de collecter les impôts à cause des milices qui contrôlent les ports des plus grandes villes et le collectent pour eux-mêmes. Il est critiqué pour ne pas prendre de décision renforçant l'autorité du gouvernement, mais ses partisans soulignent qu'il n'a eu aucune marge de manœuvre et qu'il a, au contraire, réussi à garder un semblant d'ordre constitutionnel.
Gemayel, dont le mandat arrive à terme le 23 septembre 1988, ne peut pas constitutionnellement se représenter. La Syrie, qui occupe toujours la majeure partie du Liban, insiste pour proposer Mikhael Daher, bien connu pour ses positions pro-syriennes, mais ce choix est impossible pour les politiciens chrétiens qui proposent soit Dany Chamoun, le fils de l'ancien président Camille Chamoun, ou le général Michel Aoun, le chef de l'armée. Mais Chamoun et Aoun sont tous deux inacceptables pour la Syrie et les politiciens musulmans du Liban. Une crise constitutionnelle se développe. Quinze minutes avant l'expiration de son mandat, Gemayel désigne Aoun au poste de président du Conseil, celui-ci est censé prendre le rôle de président de la République en cas de vacance du poste. Il agit ainsi pour préserver la tradition qui voulait que le président de la République soit un chrétien maronite, mais par là même va à l'encontre de l'exigence d'avoir un président du Conseil musulman sunnite. Les politiciens et les seigneurs de guerre musulmans refusent le gouvernement Aoun, et reconnaissent au contraire un gouvernement rival, mené par Salim el-Hoss.

### Exil et retour dans la vie politique
Pour sa sécurité personnelle[réf. nécessaire], Gemayel s'exile les douze années suivantes, vivant en Suisse, en France et aux États-Unis où il a été maître de conférence au département des affaires internationales de l'université d'Harvard, ainsi qu'à l'université du Maryland. Après les accords de Taef, Il manifeste sa volonté de rentrer dans sa patrie mais le chef du renseignement militaire syrien au Liban, Gen Ghazi Kanaan, s'oppose à son retour. En 2000, pourtant, il retourne au Liban et s'inscrit dans l'opposition au président prosyrien Émile Lahoud. Battu dans ses tentatives pour regagner le contrôle du parti Kataëb, il fonda une nouvelle force politique, la "Base Kataëb" devenu "Mouvement Réformateur Kataëb" et se réclame comme le véritable successeur du vieux parti Kataëb fondé par Pierre Gemayel. Il a également rejoint le rassemblement de Kornet Chehwane, un groupe de politiciens chrétiens s'opposant au gouvernement, provenant de différents partis politiques. Son fils, Pierre Gemayel Jr., a été élu au parlement en 2000 et en 2005 avant d'être assassiné le 21 novembre 2006. En 2005, après le retrait syrien, le parti Kataëb est réunifié et Gemayel est désigné Président de cette formation politique.
En 2003, Amine Gemayel a essayé d'agir en tant qu'intermédiaire entre le président américain George W. Bush et le dictateur irakien, Saddam Hussein. Bien que ses efforts pour éviter la guerre du Golfe qui s'est ensuivie n'aient pas été couronnés de succès, ils ont alimenté les spéculations sur le fait qu'il puisse être candidat au poste de secrétaire général de l'ONU, à la fin du mandat de Kofi Annan.
Fin juillet 2007, Amine Gemayel annonce sa candidature à l'élection législative partielle pour remplir le siège maronite du Metn laissé vacant à la suite de l'assassinat de son fils Pierre. Une campagne acharnée est alors lancée, dans laquelle Gemayel (soutenu par l'Alliance du 14-Mars) affronte Camille Khoury, le candidat du Courant patriotique libre soutenu par le Général Michel Aoun, l'ancien vice-président du Conseil Michel Murr, le parti arménien Dashnak (Tachnag) et les partis pro-syriens. Les élections se tiennent le 5 août 2007. Finalement, Gemayel est battu par 418 voix d'écart sur près de 79 000 votants.
Lors du 72e anniversaire du parti Kataeb (novembre 2008), Amine Gemayel a continué de demander que le « Hezbollah remette ses armes à l’État puisqu'ils disent qu’ils ont retiré leurs armes des rues, mais c’est seulement pour les cacher dans les cages d’escalier ».

## Décoration
- Grand cordon de l'ordre national du Cèdre

## Vie familiale
Gemayel est marié depuis décembre 1967 avec Joyce Tyan, avec qui il a eu une fille Nicole, et deux fils Pierre Gemayel Jr., assassiné le 21 novembre 2006 et Samy, fondateur du courant politique Loubnanouna, et qui a intégré le parti des Phalanges après l'assassinat de son frère.